# Pułk Piechoty im. Jana Benedykta van Heutsza
Pułk Piechoty im. Jana Benedykta van Heutsza (Regiment Van Heutsz) - pułk piechoty liniowej królewskiej armii holenderskiej, sformowany 1 lipca 1950.
Oddział wchodzi w skład 11 Brygady Lotniczej (11 Luchtmobiele Brigade), a jego patronem jest Jan Benedykt van Heutsz, generał-gubernator Holenderskich Indii Wschodnich.

## Symbole pułku

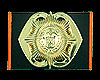
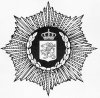